# Festival de Música Antiga dels Pirineus
El Festival de Música Antiga dels Pirineus (FeMAP) és un festival de música organitzat per l'Associació FeMAP amb seu a la Seu d'Urgell. La primera edició de l'any 2011 va tenir lloc durant l'estiu a dinou localitats dels deu municipis de l'Alt Pirineu i Aran que patrocinaven el festival: Escalarre (La Guingueta d'Àneu), Espot, Estamariu, Esterri d'Àneu, La Pobla de Segur, La Seu d'Urgell, Tremp, València d'Àneu (Alt Àneu), *La Torre de Cabdella, Viella (Vielha e Mijaran). Comença al claustre de la catedral de Santa Maria d'Urgell (la Seu d'Urgell) i acaba a València d'Àneu. La Universitat de Lleida hi col·labora a través del Laboratori de Musicologia amb produccions pròpies. Un dels objectius del festival és fer convergir la música antiga, el patrimoni del romànic, l'entorn natural i convertir-se en un referent del sud d'Europa.
La tercera edició del Festival de Música Antiga dels Pirineus se celebrarà del 12 de juliol al 24 d'agost de 2013 a 20 municipis pirinencs de Catalunya i Andorra. El 2012 Polònia fou el país convidat del Festival, que oferirà un total de 40 concerts. També incorpora novetats com l'edició del 1r Curs del Festival de Música Antiga dels Pirineus, la programació de concerts familiars o l'elaboració de paquets turístics.

## Història
El FeMAP neix com una col·laboració entre diferents administracions aprofitant el prestigi i la trajectòria del festival urgellenc Festival Internacional de Música Joan Brudieu que l'any 2010 va celebrar l'última edició, la 35a edició.

### Festival Internacional de Música Joan Brudieu
El Festival Internacional de Música Joan Brudieu era un festival dels de més llarga trajectòria a Catalunya, centrat en la música clàssica. Tenia lloc a l'estiu, des de l'any 1969 fins al 2010 a la Seu d'Urgell. Des de l'any 2006 es va començar a realitzar una versió nadalenca anomenada Brudieu d'Hivern.
El festival duia el nom de Joan Brudieu, nascut cap al 1520 a la diòcesi de Llemotges i mort a la Seu d'Urgell el 1591. Fou mestre de capella de la Catedral de la Seu d'Urgell i és considerat un dels millors músics de tot el Renaixement català. També porten el seu nom l'institut IES Joan Brudieu i el Passeig de Joan Brudieu de la mateixa ciutat.